# مستشفى مبيلو
مستشفى مبيلو المركزي والمعروف أكثر باسم مستشفى مبيلو، هو أكبر مستشفى في بولاوايو، وثاني أكبر مستشفى في زيمبابوي بعد مستشفى باريرينياتوا في هراري. يعد مستشفى مبيلو مستشفى عامًا ومركزًا للإحالة لمقاطعات ماتابيليلاند الشمالية وماتابيليلاند الجنوبية وميدلاندز في زيمبابوي. اسم المستشفى "مبيلو" يعني "الحياة" في لغة نديبيلي الأصلية.
يوجد في مبيلو مدرسة للتمريض بالإضافة إلى مدرسة للتوليد، وكلاهما يقعان داخل حرم المستشفى.